# UTC+13:45
UTC+13:45 is de tijdzone voor:

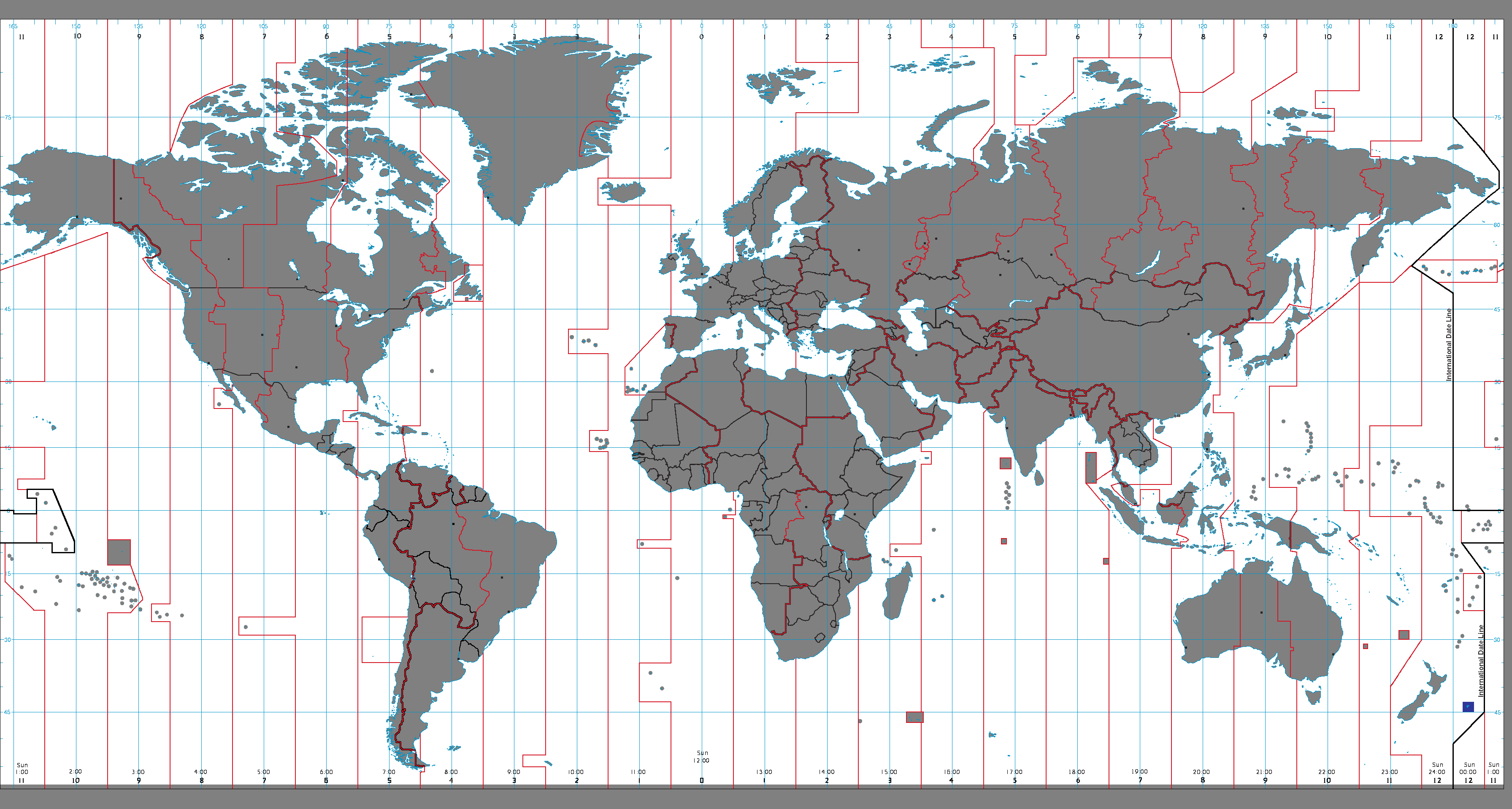
zomertijd zuidelijk halfrond

- Nieuw-Zeeland: zomertijd op de Chathameilanden (zuidelijk halfrond)